# プラクティス・スクワッド
プラクティス・スクワッド（英語: Practice squad、PS）とは、北米のグリッドアイアンフットボール（アメリカンフットボール、カナディアンフットボール）チームにおいて採用されている選手の契約枠組みである。チームの一員として練習には参加するが、正式なロースターには区分されず、公式戦に出場するためにはロースターへの昇格が必要となる。NFLは、MLBのようなマイナーリーグ制度を有していないため、プラクティス・スクワッドは選手の育成や確保といった点で重要な仕組みとなっている。なお日本語メディアでは「練習生」といった訳語があてられることがあるが、経験豊富なベテランも在籍できる。
以下、NFLにおけるプラクティス・スクワッドについて記述する。

## 歴史
プラクティス・スクワッド（PS）の原型は、1944年創設のクリーブランド・ブラウンズにおいて考案された「タクシー・スクワッド」に遡る。新チームのヘッドコーチとなったポール・ブラウンは多くの有望選手を集めたが、ロースター人数には限りがあった。そこでチームのオーナーアーサー・マクブライドは、スカウトした有望選手をチームのロースターに入れず、自身の所有するタクシー会社に所属させた。これらの選手は練習には参加したが、タクシーの運転をすることはなかったという。この慣行は「タクシー・スクワッド」の名称とともにプロフットボール界に定着したが、リーグが公式に認めたものではなかった。
1965年より正式な制度として採用された。当初は人数の制限がなかったが、1968年に13人、1973年に7人に制限された。
1974年、正式ロースター枠が拡大された代わりに、「タクシー・スクワッド」制度は廃止された。
1990年、現在の「プラクティス・スクワッド」の制度と名称が設定された。枠は1993年より5名に、2004年には8名に拡大された。

## 資格

### 登録資格
Accrued Season（AS、訳例：経過シーズン、有資格シーズン）という概念が用いられる。これは、選手が正式なロースターに登録された状態でNFLの一定の試合数を経験したことに対し付与されるものである（実際の試合に出場しなくてもよい）。
1998年のNFL労使協定（CBA）では、PSへの登録に関するASの基準試合数を6試合以上とし、i) ASを持たない選手、ii) ASを1年分持つが試合数が9試合未満の選手に登録資格を認めた。2020年のCBAでもこの条件が基本条件として維持されている。
2014年、PS枠が10名へと拡大され、前述の2条件を満たさない選手を最大2名登録することが可能となった。
2020年、PS枠が16名へと拡大され、前述の2条件を満たさない選手を最大6名登録することが可能となった。さらに試合当日に限って2名まで臨時的にアクティブロースターに昇格させることができると定められた。
なお、2020年に締結されたCBAでは、2020年のPS枠は12名を超えないこととされていた。しかしながら、この時期から猛威を振るい始めた新型コロナウイルス感染症の影響で選手枠を増やす必要性が生じ、上記のような枠拡大の措置が取られた。
2022年シーズンのPS登録資格は、i) ASを持たない選手、ii) ASを1年分持つが試合数が9試合未満の選手を基本とし、iii) ASが2年分以下の選手を最大10名、iv) ASの条件を問わない選手を最大6名（ただし3と4の選手の合計は10名を超えない）となっている。

### プラクティス・スクワッド在籍の上限
当初、PSに所属できるのは2シーズンまでとされた。このシーズンは、PSに在籍した状態で3試合を経過したものと定義された。
2006年からは、3シーズンまでのPS在籍が可能となった。
2011年のCBAでも同様の規定がなされたが、2020年のCBAではPS在籍可能年数の規定は削除された。

### インターナショナル・プレーヤー
インターナショナル・プレーヤーとは、アメリカ合衆国およびカナダ以外の国出身の選手を指す。各チームはこのようなインターナショナル・プレーヤーを、16名の枠にはカウントされない形で1名に限りPSに登録することができる。PS在籍期間中、他のチームとの契約交渉は禁じられている。

## 待遇と給与

### 移籍
PSに属する選手は、次戦の対戦チームを除くどのチームとも自由に契約することができる。新チームとの契約は正ロースター契約でなければならないという条件が課されており、他チームのPSへ移籍することは許されていない。

### 給与
2011年のCBAまでは最低給与額が設定されていた。1993年から1997年までは週3,300ドルであった。以後徐々に増額され、2008年には週給5,200ドル、2017年には週7,200ドルに設定された。
2020年のCBAで、前述の i)–iii) の選手の給与は固定給となり、iv) の選手は給与範囲が定められた。
2021年シーズンの i)–iii) の選手の給与額は週給9,200ドルであった。

## プラクティス・スクワッド出身の選手
キャリアの序盤をPSで過ごし、その後NFLで活躍した選手は少なくない。その中には以下のようなオールプロ、プロボウル選出選手も含まれる。
- ジェームズ・ハリソン：ファーストチームオールプロ4回、プロボウル選出5回
- ジェイソン・ピータース（英語版）：ファーストチームオールプロ2回、プロボウル選出9回
- ジョン・クーン（英語版）：ファーストチームオールプロ1回、プロボウル選出3回
- エイドリアン・フィリップス（英語版）：ファーストチームオールプロ1回、プロボウル選出1回
- マーセル・リース（英語版）：セカンドチームオールプロ1回、プロボウル選出4回
- ロレンツォ・アレクサンダー（英語版）：セカンドチームオールプロ1回、プロボウル選出2回
- アダム・シーレン（英語版）：セカンドチームオールプロ1回、プロボウル選出2回
- トラモン・ウィリアムズ（英語版）：2010年プロボウル
- セドリック・ピアマン（英語版）：2015年プロボウル
- クラーク・ハリス（英語版）：2017年プロボウル
- マイケル・トーマス（セイフティ）：2018年プロボウル
- ライアン・ジェンセン（英語版）：2021年プロボウル